# Jarjis Danho
Jarjis Danho (* 15. Oktober 1983 in al-Malikiya, Syrien) ist ein syrischer, seit 1989 in Deutschland beheimateter Sportler in Mixed Martial Arts (MMA).

## Leben
Danho gehörte in Syrien zur assyrisch-aramäischen Minderheit und ist Angehöriger der syrisch-orthodoxen Kirche. Die Familie floh 1989 nach Deutschland. Er fing mit dem Boxen an und kam dann zum MMA-Sport, wo er 2011 mit 27 Jahren sein Profidebüt bei World of Fighting feierte. 2014  kämpfte er in der MMA Championship „Desert Force“.  2015 galt er als Nummer 1 in Deutschland in der Gewichtsklasse über 120 kg und unterschrieb einen Vertrag bei der Ultimate Fighting Championship (UFC).